# Подолівська сільська рада
Подо́лівська сільська́ ра́да — адміністративно-територіальна одиниця та орган місцевого самоврядування в Барвінківському районі Харківської області. Адміністративний центр — село Подолівка.

## Загальні відомості
- Подолівська сільська рада утворена в 1963 році.
- Територія ради: 84,052 км²
- Населення ради: 993 особи (станом на 2001 рік)
- Територією ради протікає річка Сухий Торець.

## Населені пункти
Сільській раді підпорядковані населені пункти:
- с. Подолівка
- с. Архангелівка
- с. Благодатне
- с. Данилівка
- с. Олександрівка
- с-ще Язикове

### Колишні населені пункти
- Мала Андріївка

## Склад ради
Рада складається з 12 депутатів та голови.
- Голова ради: Фетісов Олександр Вікторович
- Секретар ради: Шатрава Олена Іванівна

### Керівний склад попередніх скликань
| Прізвище, ім'я, по батькові  | Основні відомості                                                                       | Дата обрання | Дата звільнення |
| ---------------------------- | --------------------------------------------------------------------------------------- | ------------ | --------------- |
| Міленко Леонід Іванович      | Сільський голова, 1954 року народження, освіта середня спеціальна, безпартійний         | 26.03.2006   | 31.10.2010      |
| Міленко Леонід Іванович      | Сільський голова, 1954 року народження, освіта середня спеціальна, член Партії регіонів | 31.10.2010   | 25.10.2015      |
| Фетісов Олександр Вікторович | Сільський голова, 1986 року народження, освіта вища, безпартійний                       | 25.10.2015   |                 |

Примітка: таблиця складена за даними сайту Верховної Ради України

### Депутати
За результатами місцевих виборів 2010 року депутатами ради стали:

#### За суб'єктами висування
| Суб'єкт висування                              | Кількість обраних депутатів | %    |
| ---------------------------------------------- | --------------------------- | ---- |
| Партія регіонів                                | 12                          | 85,7 |
| Комуністична партія України                    | 1                           | 7,1  |
| Соціал-демократична партія України (об'єднана) | 1                           | 7,1  |

#### За округами
| № округу                                       | Прізвище, ім'я, по батькові   | Дата визнання обраним | Освіта  | Партійна приналежність                                | Відомості про обраного депутата                      |
| ---------------------------------------------- | ----------------------------- | --------------------- | ------- | ----------------------------------------------------- | ---------------------------------------------------- |
| Комуністична партія України                    |                               |                       |         |                                                       |                                                      |
| 10                                             | Літвінова Надія Василівна     | 04.11.2010            | вища    | член Комуністичної партії України                     | Подолівськийсільськийбудиноккультури, директор       |
| Партія регіонів                                |                               |                       |         |                                                       |                                                      |
| 1                                              | Сліпцова Ольга Вікторівна     | 04.11.2010            | середня | позапартійна                                          | ТОВ АФ «Подолівська», обліковець                     |
| 2                                              | Золотко Дмитро Сергійович     | 04.11.2010            | середня | позапартійний                                         | ТОВ АФ"Подолівська", механізатор                     |
| 3                                              | Коваленко Людмила Василівна   | 04.11.2010            | середня | член Партії регіонів                                  | Подолівський вузол зв'язку, начальник                |
| 4                                              | Глущенко Іван Олександрович   | 04.11.2010            | середня | член Партії регіонів                                  | СПК ст. Слов'янськ, пожежник                         |
| 5                                              | Деніна Тамара Миколаївна      | 04.11.2010            | середня | член Партії регіонів                                  | пенсіонер                                            |
| 6                                              | Шатрава Олександр Олексійович | 04.11.2010            | вища    | позапартійний                                         | пенсіонер                                            |
| 7                                              | Шатрава Олена Іванівна        | 04.11.2010            | середня | член Партії регіонів                                  | подолівська сільська рада, секретар                  |
| 9                                              | Куліш Алла Іванівна           | 04.11.2010            | середня | член Партії регіонів                                  | пенсіонер                                            |
| 11                                             | Турко Сергій Миколайович      | 04.11.2010            | середня | член Партії регіонів                                  | ПЧ-22 ст. Язикове, монтер                            |
| 12                                             | Хлудова Катерина Анатоліївна  | 04.11.2010            | вища    | позапартійна                                          | ТОВ АФ"Подолівська", обліковець                      |
| 13                                             | Чумак Василь Васильович       | 04.11.2010            | середня | член Партії регіонів                                  | ПЧ-22 ст. Язикове, монтер                            |
| 14                                             | Воронкова Людмила Василівна   | 04.11.2010            | вища    | позапартійна                                          | Подолівський загальноосвітня школа І-ІІ ст., вчитель |
| Соціал-демократична партія України (об'єднана) |                               |                       |         |                                                       |                                                      |
| 8                                              | Сердюченко Наталія Олексіївна | 04.11.2010            | середня | член Соціал-демократичної партії України (об'єднаної) | тимчасово не працює                                  |